# Júja Oikawa
Júja Oikawa (japonsky 及川佑, Oikawa Júja; * 16. ledna 1981 Ikeda) je japonský rychlobruslař.
V závodech Světového poháru se poprvé představil v roce 2003. Na Mistrovství světa 2005 dosáhl v závodě na 500 m čtvrtého místa a na stejné příčce se umístil na téže trati i na Zimních olympijských hrách 2006. V sezónách 2005/2006, 2006/2007 a 2008/2009 zvítězil v celkovém hodnocení Světového poháru v závodech na 100 m. Na MS 2007 vybojoval na distanci 500 m stříbrnou medaili. Startoval i na ZOH 2010 (500 m – 13. místo) a 2014 (500 m – 15. místo).